# قوة نفاثة

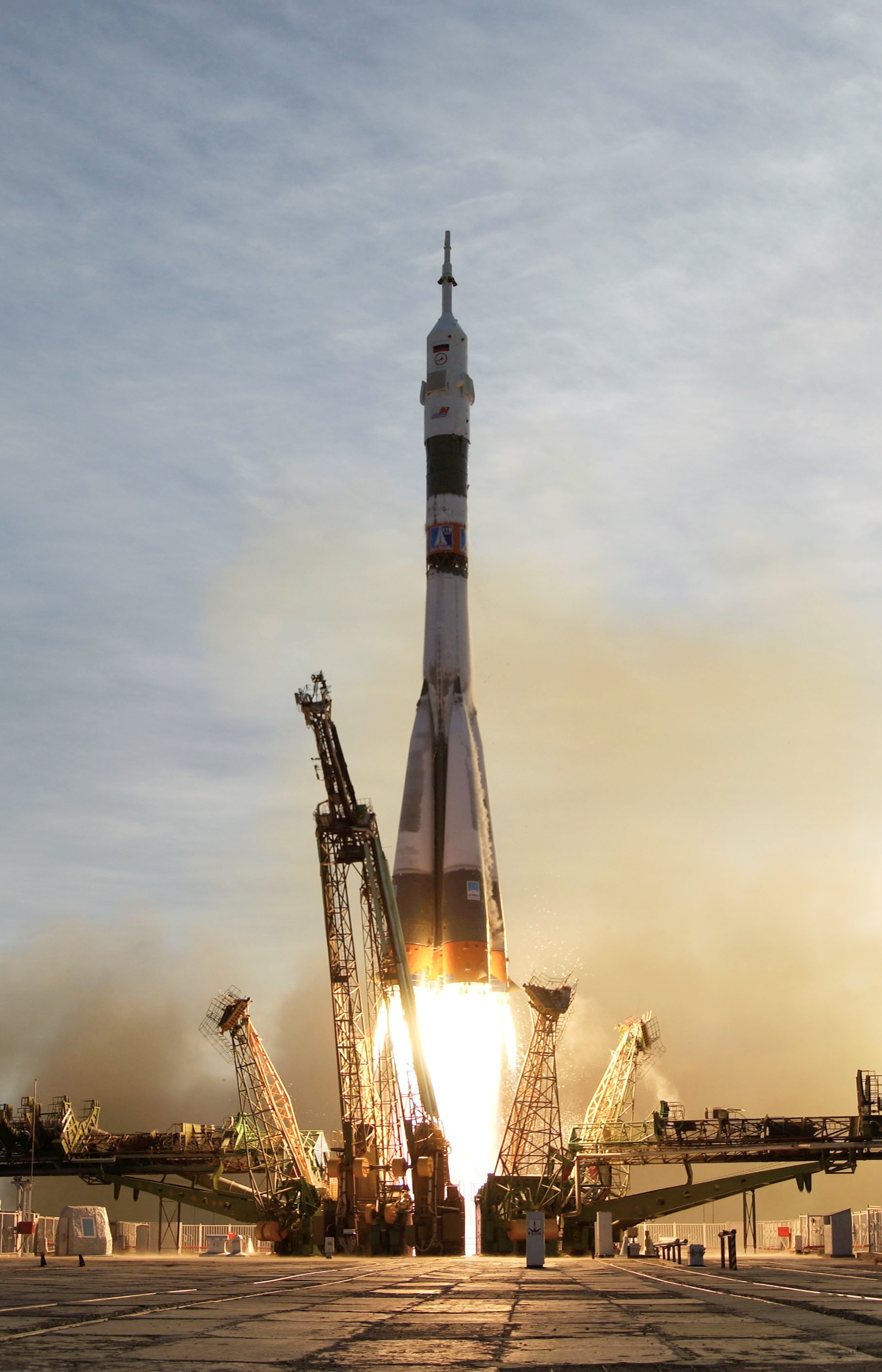
نرى هنا قوة نفاثة في مرحلة العمل، وهي القوة التي تدفع هذا الصاروخ لأعلى.

القوة النفاثة هي عوادم بعض الآلات خاصة الطائرات والتي تدفع الجسم نفسه في الاتجاه المعاكس حسب قانون نيوتن الثالث. فهم القوة النفاثة هو شئ أساسي في إطلاق الصواريخ والأقمار الصناعية والطائرات والآلات المحمولة جوا.
تبدأ القوة النفاثة بظام دفع ما -في حالة الصاروخ- وهو نظام دفع يُطلق للخارج غازات قابلة للاحتراق من الأسفل. يدفع نظام الدفع للخارج جزئيات الغاز هذه في اتجاه مضاد لاتجاه الحركة المقصود وبسرعة كبيرة للغاية وفي 180 درجة بعيدا عن اتجاه الحركة للدرجة الكافية لدفع الصاروخ للأمام. استنتاج خاطئ هو أن الصاروخ يرتفع بسبب دفعه للأرض.
إذا كانت هذه هي الحالة، فإن الصاروخ لن يتمكن من مواصلة الحركة لأعلى بعد أن تصبح مركبة الفضاء بعيدة عن الأرض. في الحقيقة فإن قوة طرد الغازات المعاكسة هي سبب الحركة.

## الدفع والرفع والوزن والسحب
يمكن تقسيم القوة النفاثة إلى مكونات. المكوّن الأمامي لهذه القوة يتم الإشارة إليه بأنه الدفع. المكوّن العلوي للقوة النفاثة يُشار إليه بأنه الرفع. هناك أيضا اثنان من القوى الأخرى التي تؤثر على حركة الطائرات. السحب والذي يُشار إليه أيضا بمقاومة الهواء، وهو القوة التي تعاكس الحركة. وهكذا فإنها تعمل عكس المكونين للقوة النفاثة (الدفع والرفع). القوة الرابعة والأخيرة هو السحب نفسه والتي تعمل بشكل مباشر لأسفل.

### الدفع
لتحليل الدفع نقوم بتحليل من منظور رياضي:
1. أولا تنطلق الطائرة بزواية ما بالنسبة إلى الأرض. بالنسبة إلى صاروخ ينطلق عموديا لأعلى، تصبح هذه الزاوية 90 درجة أو على الأقل قريبة من التسعين. بالنسبة إلى الطائرات فإن هذه الزاوية تكون أقل بكثير حيث تتراوح بشكل عام من صفر وحتى 60 درجة. سنحدد هذه الزاوية بأنها θ.
2. θ تتغير باستمرار مع حركة الطائرة. في أي لحظة معينة، سيعطينا جيب تمام الزاوية θ مكون القوة التي تعمل في الاتجاه الأمامي. عن طريق ضرب القوة الكلية في جيب تمام الزاوية θ ينتج لنا الدفع:

{\displaystyle Thrust=JetForce*\cos \theta }
لأن θ تتراوح من 0° إلى 90° وجيب تمام أي زاوية في هذا النطاق هو 0 ≤ cosθ≤ 1، فإن الدفع سيكون دائما أقل من أو يساوي القوة النفاثة كما هو متوقع حيث أن الدفع هو جزء من القوة النفاثة.

### الرفع
بصورة مماثلة لتحليل الدفع، نبدأ بنظرة رياضية:
1. نحدد الزاوية θ بنفس طريقة الخطوة الأولى في الدفع. مرة أخرى فإن الزاوية θ تختلف لاختلاف الوقت.
2. إلا أنه بالنسبة إلى الرفع فإننا نتعامل مع قوة رأسية بدلا من قوة للأمام. جيب الزاوية θ سوف يعطينا مكون القوة التي تعمل في الاتجاه الرأسي. وعن طريق ضرب القوة النفاثة في جيب الزاوية θ نحصل على الرفع:

{\displaystyle Lift=JetForce*\sin \theta }
بصورة مماثلة لجيب التمام، فإن جيب الزاوية التي تتراوح من 0° إلى 90° سيكون دائما بين الصفر والواحد. ولذلك فإن الرفع سيكون دائما أقل من القوة النفاثة. من بين القوة النفاثة وقوة الدفع وقوة الرفع يمكن دائما إيجاد أحدهما عند معرفة الاثنين الآخرين باستخدام معادلة المسافة. في هذه الحالة ستكون:
{\displaystyle \surd (JetForce)^{2}=\surd (Thrust^{2}+Lift^{2})}
من هنا فإن القوة النفاثة وقوة الدفع وقوة الرفع جميعا متصلين.

### السحب
السحب أو مقاومة الهواء هي القوة التي تعاكس الحركة. في حين أن الدفع هي القوة التي توفر الحركة الأمامية، والرقع هي القوة التي توفر الحركة الرأسية، فإن السحب هو القوة التي تعاكس هاتين القوتين. مقاومة الهواء هو احتكاك بين الهواء نفسه وبين الجسم المتحرك (الطائرة في هذه الحالة). حساب مقاومة الهواء أكثر تعقيدا بكثير من حساب الدفع والرفع حيث تتعلق بمادة الطائرة بالإضافة إلى عوامل متغيرة أخرى. إلا أن الطائرات والصواريخ تُبنى من مواد وفي أشكال تقلل من قوة السحب لزيادة القوة التي تحرك الطائرة أو الصاروخ للأمام أو لأعلى.

### الوزن
الوزن هوالقوة لأسفل والتي سجب أن يتغلب عليها الرفع ليُنتج حركة لأعلى. على كوكب الأرض، من السهولة حساب الوزن:
{\displaystyle Weight=m*g}
في هذه المعادلة، m تمثل كتلة الجسم و g هو تسارع التي يتم إنتاجه عن طريق الجاذبية. على الأرض، هذه القيمة تساوي تقريبا 9.8 متر/ثانية تربيع. عندما تكون قوة الرفع أكبر من قوة الوزن، تتسارع الطائرة لأعلى.

## التحليل مع الزخم
لحساب سرعة السفينة بسبب القوة النفاثة نفسها، يكون تحليل الزخم ضروريا. ينص قانون الحفاظ على الزخم ما يلي:
{\displaystyle m1v1+m2v2=m1v1f+m2v2f}
في هذه الحالة، m1 يمثل كتلة الغاز في نظام الدفع، v1 يمثل السرعة الأولية لهذا الغاز، m2 يمثل كتلة الصاروخ، و v2 يمثل السرعة الأولية للصاروخ. على الطرف الآخر من المعادلة، v1f يمثل السرعة النهائية للغاز، v2f يمثل السرعة النهائية للصاروخ. في البداية، كل من الغاز في نظام الدفع و الصواريخ ثابتة، مما يؤدي إلى أن v1 و v2 تساوي 0. لذا يمكن أن تكون المعادلة أبسط كالتالي:
{\displaystyle 0=m1v1f+m2v2f}
بعد بعض عمليات الجبر البسيطة، يمكننا حساب أن v2 (سرعة الصاروخ) هي كالتالي:
{\displaystyle v2f=-(m1v1)/m2}
هذا يعطينا سرعة الطائرة بعد الإقلاع مباشرة. لأننا نعلم جميع القوى التي تؤثر على الطائرة من هذه النقطة، يمكننا حساب صافي التسارع باستخدام قانون نيوتن الثاني. وبمعرفة السرعة التي تنطلق الطائرة بها مع التسارع عند أي نقطة، يمكن أيضا حساب السرعة عند أي نقطة.